# Namgyal
Namgyal is het Tibetaans boeddhistische klooster van de dalai lama's sinds Sönam Gyatso (derde dalai lama) in 1574.
Het klooster was gevestigd in het Potala, in Lhasa, Tibet. Met de Tibetaanse diaspora in 1959 is daarmee ook de zetel van het klooster verplaatst naar McLeod Ganj, dat sindsdiende woonplaats van de veertiende dalai lama Tenzin Gyatso is.